# Реакція Делепіна
Реакція Делепіна (англ. Delepine reaction) — хімічна реакція, суть якої становить перетворення алкілгалогенідів у первинні аліфатичні аміни. Систематична назва — аміно-де-хлорування. Здійснюється кислотним гідролізом попередньо отриманих четвертинних алкілуротропінієвих солей:
Реакція названа на честь Стефана Делепіна, який відкрив метод в 1895 р.